# Dydym (imię)
Dydym, Dydymus – imię męskie pochodzenia greckiego, oznaczające „podwójny, bliźniaczy”. Istnieje trzech świętych katolickich o tym imieniu.
Dydym, Dydymus imieniny obchodzi 28 kwietnia, 10 września i 11 września.